# Fryderyk za album roku muzyka dziecięca
Fryderyk za album roku muzyka dziecięca – polska nagroda muzyczna Fryderyk, przyznawana w latach 2019, 2020, 2023 i 2024 w sekcji muzyki rozrywkowej w kategorii album roku muzyka dziecięca. Honorowała wykonawców, a w 2019 dodatkowo producentów muzycznych, za album z muzyką dedykowaną dzieciom i młodzieży. Fryderyki są przyznawane od 1995 przez Związek Producentów Audio-Video (ZPAV) za osiągnięcia w rodzimym przemyśle muzycznym. Od 2000 za wyłanianie nominowanych, a następnie laureatów odpowiedzialna jest powołana przez ZPAV Akademia Fonograficzna.
Kategoria po raz pierwszy pojawiła się podczas Fryderyków 2019 i 2020 pod nazwą album roku muzyka dziecięca i młodzieżowa. Po dwóch latach przerwy powróciła w edycjach 2023 i 2024 pod nazwą album roku muzyka dziecięca. W edycji 2025 została wycofana.
Czesław Mozil i Grajkowie Przyszłości jako jedyni wygrali w kategorii 2 razy.

## Laureaci i nominowani
| Rok  | Nagrodzony album                      | Nagrodzeni artyści                                                    | Pozostałe nominacje | Źr.    |
| ---- | ------------------------------------- | --------------------------------------------------------------------- | --- | ------ |
| 2019 | Szukaj w snach                        | Natalia Kukulska i Marek Napiórkowski - produkcja: Marek Napiórkowski | - 4Dreamers – 4Dreamers - produkcja: Michał Pietrzak, Sky Adams, Paul Whalley, Knoxa i Yves Gaillard - Dla dzieci – Karimski Club - produkcja: Mateusz Hulbój i Karim Martusewicz | [ 7 ]  |
| 2020 | Kiedyś to były Święta                 | Czesław Mozil i Grajkowie Przyszłości                                 | - Kolory świąt – Karimski Club - nb. – 4Dreamers - Wyspa dzieci (piosenki babci i dziadka) – Joanna Dark, Małgorzata Kożuchowska i Szymon Majewski - Wyspa skarbów – Małe TGD     | [ 8 ]  |
| 2023 | The Best of Studio Filmów Rysunkowych | różni wykonawcy                                                       | - Czereśnie Pani Marii – Czereśnie - Inspektor Ogórek: Czas na zdrowie – Centrum Uśmiechu - Zgadywanki rymowanki – Wesoła Lokomotywa - Ziemniaki – Piosenki                       | [ 9 ]  |
| 2024 | Inwazja Nerdów vol. 1                 | Czesław Mozil i Grajkowie Przyszłości                                 | - Lisek i przyjaciele – Śpiewające Brzdące - Piosenki domowe – Natalia Lesz | [ 10 ] |

## Statystyki
| Liczba | Osoba/zespół          | Lata       |
| ------ | --------------------- | ---------- |
| 2      | Czesław Mozil         | 2020, 2024 |
| 2      | Grajkowie Przyszłości | 2020, 2024 |

| Liczba | Osoba/zespół          | Lata       |
| ------ | --------------------- | ---------- |
| 2      | 4Dreamers             | 2019, 2020 |
| 2      | Andrzej Zagajewski    | 2023 (×2)  |
| 2      | Czesław Mozil         | 2020, 2024 |
| 2      | Grajkowie Przyszłości | 2020, 2024 |
| 2      | Karim Martusewicz     | 2019, 2020 |
| 2      | Karimski Club         | 2019, 2020 |